# Sándor József (politikus, 1853–1945)
Pákéi Sándor József (Bukarest, 1853. november 27. – Kolozsvár, 1945. június 6.) magyar közíró, szerkesztő, etnográfus, politikus.

## Életútja, munkássága
Apja Sándor Dénes háromszékmegyei székely, Bem alatt harcolt, anyja Keresztes Erzsébet alföldi jászkún származású volt. Atyja az 1848–49-es forradalom és szabadságharc utáni megtorlás elől emigrált Bukarestbe. Ő az ottani, Koós Ferenc alapította református magyar és a Sf. Sava román elemi iskolában kezdte tanulmányait, majd 1866-tól 1874-ig a nagyenyedi Bethlen Gábor Kollégium éltanulója volt. Ezután Budapesten és Kolozsvárt orvosi, majd jogi tanulmányokat folytatott, s közben az 1880–81-es tanévet a Bukaresti Egyetemen töltötte, ahol Titu Maiorescut is hallgatta.
A budapesti, majd kolozsvári lapokban jelentek meg első versei, beszámolói 1880 körül. 1883–1886 között a szabadelvű párti Kolozsvári Közlöny segédszerkesztője, a külföldi szemle és a nemzetiségi rovatokat vezette, több mint 300 cikke jelent meg. Lelkesen csatlakozott Haller Károly kolozsvári polgármesternek egy közművelődési egyesület alapítását szorgalmazó, 1884. decemberi felhívásához, ő dolgozta ki az alapszabályokat. Így alakult meg 1885. április 12-én az Erdély(rész)i Magyar Közművelődési Egyesület, melynek rövidített neve, az EMKE is tőle származik. Az Egyesületnek ideiglenes, majd 1885. augusztus 31-től rendes titkára. Jórészt az ő érdeme, hogy a szórványban élő magyarság megtartására óvodák, iskolák, könyvtárak, parókiák sokasága létesült az Egyesületnek köszönhetően.
Az EMKE lett a dualizmus korának legnagyobb magyar egyesülete. 1889-ben főtitkárrá választották, ebben a minőségében szerkesztette az EMKE 1885-től évente kiadott jelentéseit, valamint hivatalos értesítőjét, 1894-től 1918 júniusáig. 1890-ben örökös főtitkárrá, 1892-ben tiszteletbeli alelnökké, majd elnökké választották. Ő szervezte meg az Egyesület országos visszhangú negyedszázados jubileumát 1911. szeptember 8-án, melyre Az EMKE megalapítása és negyedszázados működése 1885–1910 (Kolozsvár, 1910) címmel közel 600 oldalas díszkiadványt állított össze. Az őt ezután ért vádak alól az önéletrajzi jellegű Megtámadtatásom s egyszersmind adalék az EMKE újjászervezése kérdéséhez (Kolozsvár, 1913) című írásában tisztázta magát. Később, az Egyesület által rendezett, 1941. március 15-i ünnepségen mondott, a baloldallal szimpatizáló beszéde miatt tiszteletbeli elnöki címmel félreállították. 1944 decemberétől azonban haláláig az egyesület tényleges elnöke volt.
1884 szeptemberétől 1885 végéig a Protestáns Közlöny felelős szerkesztője, 1887-től egyházkerületi képviselő, tanácsbíró. Az első világháború előtt a romániai református egyház főgondnoka, s Bukarestből való távozása után is megmaradt a román főváros református egyházközsége védnökének. 1887-től az Unió Szabadkőműves Páholy tagja, később főmestere. A kereskedő ifjúság nevelésére az EMKE támogatásával 1887–88-ban szerkesztette és megjelentette az Erdély/Ifjú Erdély a kereskedés által című havilapot. 1896-tól a Kemény Zsigmond Társaság (KZST) tagja.
Állandó témájáról, a román, szász és szlovák nemzetiségi mozgalmakról, valamint az EMKE tevékenységéről írta legtöbb cikkét: 1886 decemberétől 1891 szeptemberéig csak a Kolozsvár c. napilapban 160, 1900-tól a világháborúig a kolozsvári Újságban félszáz idevágó írása jelent meg. Román nyelvtudásának köszönhetően különösen a román politikai-művelődési élet eseményeit ismerte behatóan. Fordított is románból: a Kolozsvári Közlöny 1884 karácsonyi mellékletében közölte az első magyar Vasile Alecsandri (Maros és Olt), az 1885 karácsonyiban pedig az első magyar Mihai Eminescu (Cseresznyefa fehér virága) fordítását. Ugyancsak ő tolmácsolta 1884-ben, elsőként Andrei Mureşanu Deşteaptă-te, române (Ébredj, román, ébredj!) kezdetű versét, mely 1990 óta Románia himnusza.
Az EMKÉ-ből kiváló Erdélyi Kárpát-Egyesület egyik alapítója, tiszteletbeli tagja. Ő állította össze Merza Lajossal az első részletes, teljes erdélyi turistakalauzt EMKE útikalauz Magyarország erdélyi részében (Kolozsvár, 1891) címmel. A Kolozsvári Március 15-i Állandó Bizottság vezetőségi tagja volt, többször is ő rendezte az évfordulós megemlékezést. Az Á. V. E. (Állat-Védő-Egyesület) javára Krisztus és az állat (Kolozsvár, 1895) címmel felolvasást tartott, amely írásban az Állatok védelme című lapban jelent meg. 1903-tól az 1848-as Ereklyemúzeum igazgatója, anyagát ismételten megmentette.
1896-ban szabadelvű programmal Kovásznán képviselővé választották, 1906-ig a magyar parlament tagja, Bánffy Dezső támogatója. Az EMKE érdekében kifejtett tevékenységét 1911-ben I. Ferenc József magyar király magyar udvari tanácsosi címmel ismerte el.
Az első világháborút követően az első politikai szervezkedések vezéregyénisége volt: az 1918. november 22-én megalakuló Erdélyi Székely Nemzeti Tanács elnöke. Az Apáthy István vezette 1918. december 22-i magyar nemzetgyűlés beválasztotta a háromtagú kormányzótanácsba. A magyarság romániai viszonyok közti politikai megszervezésére 1920. december 15-én alakult ötös bizottság tagja, a pártszervezést elhatározó 1921. január 9-i gyűlés elnöke. A július 6-án megalakult Magyar Szövetség egyik alapítója, szabályzatának kidolgozója. 1922 augusztusában ő kezdeményezte azt a pártegyesülést, amelynek eredményeként 1922 decemberében létrejött az OMP, amelynek hosszú időn át alelnöke volt.
Az 1922-es román parlamenti választásokon az alkotmányozó országgyűlésbe bekerült három magyar képviselő egyike, 1926-tól 1938 végéig Háromszék megye szenátora. Mikó Imre írja: „Sándor József volt a parlamenti csoport legtevékenyebb tagja, aki mint bukaresti születésű székely, kitűnő nyelvismeretével és a magyar parlamentben szerzett gyakorlatával felvértezve egyedül küzdötte végig a magyarság első politikai harcait” (Huszonkét év. Budapest, 1941). Politikai szereplését tükrözi a Magyar Kisebbség című folyóirat. Szót emelt egy fehéregyházi Petőfi-síremlék ügyében is (Keleti Újság, 1938. július 30.). Az alkotmány- és iskolaügyben mondott három beszéde (1923–24) és sepsiszentgyörgyi képviselői beszámolója (Torda 1925) önállóan is megjelent.
Az általa írt, szerkesztésében megjelent kötetek többsége az EMKÉ-vel kapcsolatos, ennek gyűlésein elmondott beszéd, nekrológ. Így az EMKE alapítványtevői és vezetőségi tagjai közül a Rökk Pál (1897), Horváth Gyula (1897), Kovács Ferenc (1899), Mikes György és Zsuzsanna (1905), Kornis Viktor és Teleki Domokos (1841-1907) feletti beszédei önállóan is megjelentek. Néhány művelődéstörténeti dolgozatot is közölt: A múlt századbeli boszorkánypörökhöz (Ethnographia, 1902/7); Kőrösi Csoma Sándor emlékezete (Vasárnapi Ujság, 1904/28); Báró Orbán Balázs élete és működése (in: Emlékkönyv a Székely Nemzeti Múzeum 50 éves jubileumára. Kolozsvár, 1929); visszaemlékezéseiben elevenítette fel az EKE megalapításának körülményeit (Napkelet, 1920/4. 216–219).
A második bécsi döntést követő első március 15-i ünnepségek megszervezéséhez az ő segítségét kérték a baloldal képviselői, s ő egy velük szimpatizáló beszédet mondott, ennek következtében tiszteleti elnöki címmel 1941. július 1-jétől kényszernyugdíjazták a már amúgy is teljes passzivitásba süllyedt EMKE éléről.
Alighogy átvonult a második világháborús front Kolozsváron, a 91 éves, még mindig igen aktív Sándor József hozzáfogott az EMKE újjászervezéséhez. 1944. december 27-re közgyűlést hívott össze, amelyen végre teljesült vágya: az egyesület tényleges elnökévé választották.  1945. június 6-án éjfél tájban – nyolc napi betegeskedés után – elhunyt.
Síremléke a Házsongárdi temetőben, a lutheránus sírkertben áll, amelynek a tetején elhelyezett szép női mellszobrot 2010-ben ellopták.

## További kötetei
- Kossuth Lajos történeti küldetése (Kolozsvár, 1892);
- Visszapillantás az E.M.K.E. alakulása és fejlődése történetére (Kolozsvár, 1895);
- Emléklapok az EMKE 1895. június 4-én Székelyudvarhelyen tartott tízéves ünnepi közgyűléséről (Kolozsvár, 1896);
- A magyar közművelődési egyesületek ... congressusának Naplója. Kapcsolatban az «Ezredéves közművelődési kiállítás» történetének föltüntetésével.  (Kolozsvár, 1897);
- Horváth Gyula E. M. K. E. működése. Az E. M. K. E. igazgató-választmánya megbízásából az egyesület 1898. nov. 20. kolozsvári közgyűlésére. (Kolozsvár, 1898);
- Emlékezés Kovács Ferencz apátra. (Kolozsvár, 1899);
- Valótlanságok. Hamis politikai és társadalmi jelszavak idézete és birálata. Irta és felolvasta Vajda-Hunyadon 1899. nov. 18. az ottani óvóegyesület javára. (Kolozsvár, 1899);
- A megkondult harang (Kolozsvár, 1906);
- Emlékezés Gajzágó Manó EMKE jogtanácsosra (Kolozsvár, 1907);
- Emlékezés gr. Kornis Viktor és gr. Teleki Domokos EMKE alelnökökre (Kolozsvár, 1907);
- Jelentés az EMKE 25 éves életéről (Kolozsvár, 1911);
- Az EMKE negyedszázados örömünnepének s a kapcsolatos kolozsvári országos közművelődési kongresszusnak leírása (Kolozsvár, 1912);
- Az EMKE munkatervéhez (Kolozsvár, 1913);
- A magyar iskolákért. Sándor József beszéde a bukaresti kamara 1924. június 28-i ülésén, kizárólag az állami iskolai rendszer ellen (Torda, 1924).

## Álnevei és jegyei
Hirám, S. J., S-f., (S.), r.